# 摩洛哥友好城市或姐妹城市列表

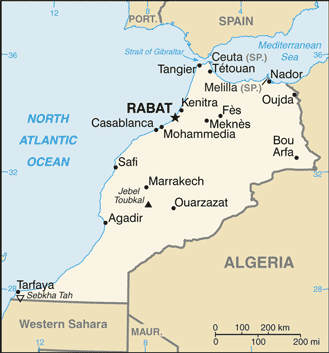
摩洛哥地圖

本列表為有跟摩洛哥城市結為友好城市（通常為歐洲城市）或姐妹城市（通常為其他地方的城市）的外國城市列表。

## A
阿加迪爾
- 巴勒斯坦加薩[1]
- 中華人民共和國杭州市[2]
- 保加利亞普列文市鎮[3]
- 美國朴茨茅斯[4]

阿菲爾
- 法國埃魯維爾聖克萊爾

艾西拉
- 西班牙阿爾武尼奧爾[6]
- 葡萄牙辛特拉[7]

## B
拜爾坎
- 法國邦迪
- 法國佩皮尼昂
- 比利時聖希利斯
- 荷蘭蔡斯特（英语：Zeist）

拜賴希德
- 土耳其切克梅柯伊

## C
卡薩布蘭卡
- 法國波爾多
- 南韓釜山
- 美國芝加哥
- 塞內加爾達喀爾
- 阿聯杜拜
- 印尼雅加達
- 馬來西亞吉隆坡
- 阿曼馬斯開特
- 茅利塔尼亞努瓦迪布
- 中華人民共和國上海市

舍夫沙萬
- 法國第戎[12]
- 美國伊瑟闊[13]
- 中華人民共和國昆明市[14]

## D
德魯阿
- 土耳其于姆拉尼耶

## E
索維拉
- 葡萄牙卡斯凱什[16]
- 中華人民共和國常熟市[17]
- 法國拉罗谢尔[18]

## F
非斯
- 布吉納法索博博迪烏拉索
- 中華人民共和國成都市[20]
- 葡萄牙科英布拉[21]
- 西班牙科爾多瓦[22]
- 巴勒斯坦東耶路撒冷
- 義大利佛羅倫斯
- 巴勒斯坦杰里科[23]
- 突尼西亞凱魯萬
- 波蘭克拉科夫
- 巴基斯坦拉合爾[24]
- 法國蒙彼利埃
- 塞內加爾聖路易
- 南韓水原市
- 中華人民共和國無錫市[25]
- 中華人民共和國西安市[26]

菲吉格
- 法國斯坦

## H
哈傑卜
- 美國康瑟尔布拉夫斯

胡塞馬
- 西班牙阿爾武尼奧爾[6]
- 比利時聖尼克拉斯[29]

## I
伊夫蘭
- 西班牙阿爾武尼奧爾

## J
傑迪代
- 義大利阿倫扎諾[30]
- 葡萄牙巴塞盧什[31]
- 突尼西亞納布勒[32]
- 法國塞特[33]
- 葡萄牙辛特拉[7]
- 加拿大瓦倫斯（英语：Varennes, Quebec）[34]
- 法國維耶爾宗[35]
- 美國塔科馬[36]

## K
蓋尼特拉
- 法國贝尔热拉克[37]
- 土耳其加濟安泰普[38]
- 突尼西亞哈馬姆利夫[39]
- 土耳其卡拉泰（英语：Karatay, Konya）[40]
- 土耳其桑賈克特佩[41]
- 葡萄牙聖瑪麗亞達費拉[42]
- 巴西桑托斯[43]
- 葡萄牙塔維拉[44]

凱比爾堡
- 葡萄牙拉古什

## L
拉臘什
- 法國贡比涅

## M
馬拉喀什
- 西班牙格拉納達
- 法國馬賽
- 中華人民共和國寧波市
- 美國斯科茨代爾
- 突尼西亞蘇塞
- 馬利通布图

邁迪格
- 法國弗龍蒂尼昂

梅克內斯
- 法國瑟農
- 法國尼姆
- 葡萄牙聖塔倫
- 巴勒斯坦圖勒凱爾姆

穆罕默迪耶
- 比利時根特[52]
- 葡萄牙奧埃拉什[53]

穆雷雅各
- 法國艾克斯萊班

## O
瓦爾扎扎特
- 法國莫伯日

烏季達
- 巴勒斯坦東耶路撒冷[56]
- 法國格勒諾布爾[57]
- 法國里尔[58]
- 比利時聖揚斯-莫倫貝克[59]
- 英國英格蘭特羅布里奇[60]

## R
拉巴特
- 巴勒斯坦伯利恆
- 埃及開羅
- 中華人民共和國廣州市[62]
- 美國檀香山
- 土耳其伊斯坦堡
- 葡萄牙里斯本[63]
- 法國里昂[64]
- 西班牙馬德里
- 巴勒斯坦納布盧斯[65]
- 突尼西亞突尼斯城

## S
薩菲
- 法國濱海布洛涅[66]
- 法國蒙特羅福約訥[67]
- 加拿大薩拉伯里德瓦利菲爾德（英语：Salaberry-de-Valleyfield）[68]
- 葡萄牙塞图巴尔[69]
- 突尼西亞斯法克斯[70]

塞拉
- 突尼西亞艾爾亞奈
- 巴勒斯坦貝圖尼亞（英语：Beitunia）
- 塞內加爾甘迪亞耶（英语：Gandiaye）
- 塞內加爾格蘭德約夫（英语：Grand Yoff）
- 喀麥隆馬魯阿
- 葡萄牙波塔萊格雷
- 墨西哥特拉斯卡拉-德西科滕卡特

塞塔特
- 法國拉塞勒聖克盧[72]
- 中華人民共和國銀川市[73]

斯基拉特
- 法國貝茨（英语：Betz, Oise）

## T
丹吉爾
- 西班牙阿爾赫西拉斯[76]
- 突尼西亞比塞大
- 西班牙加的斯
- 越南峴港市[77]
- 葡萄牙法魯
- 比利時列日
- 法國梅斯
- 法國皮托[78]
- 法國留尼旺聖但尼
- 比利時聖約斯特滕諾德[79]
- 智利聖地牙哥
- 阿爾及利亞塞提夫

得土安
- 西班牙格拉納達[80]
- 巴勒斯坦汗尤尼斯[81]
- 突尼西亞莫納斯提爾[82]
- 西班牙塔拉薩[83]

提茲尼特
- 土耳其伊茲密特[84]
- 法國聖但尼[85]
- 美國萨默维尔[86]

## Z
扎古拉
- 比利時沙佩勒萊埃萊蒙